# Robert Odic
Robert Jean Claude Roger Odic (Neufchâtel-en-Bray, 9 agosto 1887 – Neufchâtel-en-Bray, 1º giugno 1958) è stato un aviatore e generale francese, già distintosi come ufficiale nel corso della prima guerra mondiale, dove comandò l'aeronautica del XXX e del IV Corpo d'armata. Sottocapo di stato maggiore dell'Armée de l'air nel 1934, fu membro del Consiglio superiore dell'aeronautica (Conseil supérieur de l'Air), comandante ad interim della 3ª Divisione aerea e comandante della 1ª Regione aerea. Allo scoppio della seconda guerra mondiale fu comandante della Zone d'opérations aérienne du sud (ZOA sud), e dopo la firma del armistizio di Compiégne fu nominato capo di stato maggiore dell'Armée de l'air, ricoprendo tale incarico dal 10 al 25 settembre 1940, quando fu trasferito al comando dell'aeronautica del Nordafrica francese (AFN). Fuggito negli Stati Uniti d'America nel 1942 per raggiungere le forze della Francia libera in Gran Bretagna, fu condannato a morte in contumacia dal regime di Vichy. Non intendendosi con il generale Charles De Gaulle, rientrò a Washington per essere richiamato in servizio attivo il 26 marzo 1943 dal generale Henri Giraud che raggiunse subito ad Algeri. Nominato capo della la missione militare della Francia Libera negli USA, ricoprì l'incarico dal 26 giugno al 4 novembre 1943, quando fu sollevato dall'incarico.

## Biografia
Nacque a Neufchâtel-en-Bray il 9 agosto 1887, figlio di Charles Luis Alexandre e di Jeanne Antonia Vallée-Boulenger all'interno di una modesta famiglia di origine lorenese. Arruolatosi nell'Armée de terre si unì al 79º Reggimento fanteria di linea come soldato semplice il 9 ottobre 1906 e divenuto caporale iniziò, grazie ad una borsa di studio, l'addestramento come ufficiale presso la École spéciale militaire de Saint-Cyr il 18 ottobre 1907. Assegnato al 3º Régiment d'infanterie coloniale fu promosso sottotenente il 1º ottobre 1908. Dopo aver completato la sua formazione da ufficiale il 1º ottobre 1909, prestò servizio in vari reggimenti della fanteria coloniale prestando servizio in Madagascar, Africa Occidentale Francese (AOF, in Mauritania e Senegal) e nel Marocco francese. Durante questo periodo di servizio fu promosso tenente il 1º ottobre 1910 e capitano il 3 settembre 1915, in piena prima guerra mondiale. Rientrato in Patria iniziò l'addestramento al pilotaggio dei velivoli presso il Centre d'Aviation di Chartres il 15 maggio 1916 e lo continuò presso il Centre d'Aviation di Avord dal 27 luglio dello stesso anno. Successivamente fu assegnato all'Aéronautique Militaire prestando servizio presso la Escadrille F 70 e poi alla C 225, di cui divenne poi comandante nel gennaio 1917. Nel settembre 1917 divenne comandante dell'aeronautica del XXX Corpo d'armata, e nel gennaio 1918 di quello del IV Corpo d'armata, nonché con un distacco in servizio presso il Ministero della Guerra a Parigi (26 marzo-26 luglio 1919). Per i suoi servizi fu nominato Cavaliere della Legion d'onore con decreto del 22 luglio 1918.
Dopo la fine della guerra ricoprì diversi altri incarichi all'interno dell'Aéronautique Militaire, presso il 4º Regiment d'aviation d'observation, trasferito al Ministero delle Colonie fu promosso maggiore il 13 febbraio 1920 e comandante dell'aviazione militare nell'Africa Occidentale Francese il 24 febbraio.
Dopo il suo ritorno in Francia, il 12 luglio 1922, fu distaccato presso la Direzione dell'Aeronautica (Direction de l'Aeronautique), dove divenne capo del 4º ufficio il 17 novembre 1925.
Per i suoi servizi fu nominato ufficiale della Legion d'onore con decreto del 12 gennaio 1926, e promosso tenente colonnello in quello stesso anno. Fu comandante del 37éme Regiment d'aviation fino al 1931. Nel 1932, divenuto colonnello, fu nominato comandante ad interim dell'aeronautica del Marocco.
Dopo che l'Aéronautique Militaire divenne un ramo indipendente delle forze armate come Armée de l'air, con la legge del 2 luglio 1934, fu distaccato dapprima presso il Centro di studi tattici d'artiglieria (Centre d'études tactique d'artillerie) e poi Centro di Alti Studi Militari (Centre des Hautes Études Militaires), venendo nominato Commendatore della Legion d'onore con decreto del 16 luglio 1934. Nel mese di agosto fu nominato sottocapo di stato maggiore dell'Armée de l'air. Membro del Consiglio superiore dell'aeronautica (Conseil supérieur de l'Air), comandante ad interim della 3ª Divisione aerea, fu promosso generale di brigata aerea il 30 ottobre 1936 e, nominato comandante della 1ª Regione aerea il 3 aprile 1938. Promosso generale di divisione aerea il 1 maggio 1939, e generale di corpo d'armata aereo il 1 ottobre 1939 lasciò l'incarico il 6 novembre 1939.
Dopo lo scoppio della seconda guerra mondiale, dal 6 novembre 1939 al 23 marzo 1940, ricoprì la carica di ispettore generale della ricognizione aerea e, con il progredire della guerra, divenne successivamente comandante della Zone d'opérations aérienne du sud (ZOA sud, dal 23 marzo al 6 giugno 1940), la Zone d'opérations aérienne du midì (dal 6 al 18 giugno 1940) e infine la Zone d'opérations aérienne du ovest (dal 18 al 29 giugno 1940). Dopo la firma dell'armistizio di Compiégne, avvenuta il 22 giugno 1940, inizialmente operò come comandante della 29ª Regione aerea tra il 29 giugno e il 6 agosto 1940 e poi fu messo a disposizione dal 6 agosto al 10 settembre 1940. Il 10 settembre 1940 sostituì il generale Joseph Vuillemin nella carica di capo di stato maggiore dell'Armée de l'air, designato per tale incarico dal Ministro dell'aeronautica Bertrand Pujo, che mantenne questa fino al 25 settembre. Pujo fu sostituito da Jean Bergeret il quale decise di riformare la direzione dell'Armée de l'air assegnando “de facto” al Ministro dell'aeronautica le funzioni operative del capo di stato maggiore, il quale veniva ad essere un semplice subordinato del Ministro. In qualità di capo di stato maggiore si oppose duramente alla riforma del ministro, il quale prese la cosa come un atto di insubordinazione e decise di rimuoverlo dall'incarico, sostituendolo ad interim con il generale di brigata Jean Romatet. Il 25 settembre 1940 venne nominato comandante in capo delle forze aeree nel Nord Africa francese, da cui dipendevano le unità aeree dislocate in Tunisia, Algeria e Marocco. Si trattava, allora, del più importante comando aeronautico dell'Armée de l'air. Egli mantenne la linea di non collaborare in nessun caso con le forze dell'Asse, e quando Bergeret gli chiese di mandare rinforzi in Siria, attaccata dalle truppe Alleate, tergiversò. Bergeret decise, allora, di abbassare il limite di età per gli ufficiali in servizio attivo a 54 anni, e il 9 agosto 1941 dovette lasciare il suo comando sostituito dal generale Mendigal. Non ritornò in Francia, ma si installò in Marocco e nel novembre 1941 domandò un visto per andare in Argentina, dove si trovava suo cognato che lavorava come viceconsole.
Appena arrivato in America del sud proseguì per gli Stati Uniti d'America dove annunciò la sua intenzione di unirsi al generale Charles De Gaulle. Il 12 dicembre, a bordo di un bombardiere americano, raggiunse Londra dove incontrò De Gaulle e si unì alle Forces françaises libres il 27 dello stesso mese. Durante il suo primo incontro con De Gaulle al Carlton Gardens si convinse che il generale, che gli aveva offerto la carica di comandante militare delle Forze francesi dell'Africa Equatoriale con quartier generale Brazzaville, fosse più interessato a fare la guerra contro il regime di Vichy che contro la Germania nazista. Nel corso di altri incontri tentò di convincere De Gaulle ad agire in Africa del Nord, convinto che le forze armate ivi presenti si sarebbero unite alla Francia libera per proseguire la lotta contro la Germania. De Gaulle non si lasciò mai convincere e allora egli lasciò le Forces françaises libres il 20 febbraio 1942, e rientrò negli Stati Uniti d'America. Arrivato a Washington prese contatto con l'ammiraglio William D. Leahy, capo di stato maggiore particolare del presidente Franklin Delano Roosevelt dal luglio 1942 e poi divenuto presidente del comitato interalleato dei capi di stato maggiore.
La sua defezione ebbe enorme impatto sul personale dell'Armée de l'air de l'armistice e su iniziativa del governo di Vichy, il 17 giugno 1942 il tribunale militare della 13ª Divisione militare di Clermont Ferrand, lo condannò a morte, alla perdita del grado e alla confisca tutti i suoi beni. Bergeret non aspettò neanche il verdetto del tribunale per attaccarlo, e arrivò ad eseguire un giro di ispezione per le varie basi aeree del Nord Africa al fine di denigrarlo perché non fosse considerato come un eroe dal personale militare.
A Washington egli, invece, espresse la sua preoccupazione sul fatto che gli Stati Uniti d'America rompessero le relazioni diplomatiche con la Francia di Vichy, chiese che le forze armate americane sbarcassero in Europa per iniziare la sua liberazione dal nazismo, arrivando a considerare De Gaulle un traditore degli interessi della Francia. Il 17 ottobre 1942 scrisse personalmente una lettera al generale Henri Giraud in cui spiegava che la liberazione della Francia si poteva ottenere con l'aiuto degli Alleati, sbarcando sulle coste francesi con l'aiuto dell'Armée de terre de l'armistice.
Dopo l'inizio dell'operazione Torch che vide lo schierarsi dalla parte degli Alleati dell'ammiraglio François Darlan, che si trovava casualmente ad Algeri, alla morte di quest'ultimo il 26 dicembre Giraud fu nominato comandante militare e civile delle forze francesi presenti in Africa del Nord.
Il 20 marzo 1943 fu richiamato al servizio militare attivo e raggiunse Algeri dove incontrò Giraud, rimanendo in Algeria per tre mesi. Con l'arrivo di De Gaulle ad Algeri, il 20 maggio 1943, e per l'influenza di Jean Monnet, fu nominato da Giraud capo della missione militare della Francia libera a Washington, e ripartì per gli USA il 26 giugno. Arrivato nella Capitale statunitense contattò Leahy, mandandogli un memoriale di sei pagine il 9 luglio intitolato Note sur la situation politique française en AFN et ses conséquences in cui esprimeva forti considerazioni politiche. In esso si diceva che la situazione della Francia occupata era tale da mettere a rischio la tradizione democratica della nazione, e non esitava ad attaccare il gollismo. Non esitò a difendere la legittimità militare del governo di Giraud, considerandolo l'unico valido interlocutore del governo statunitense, a discapito di De Gaulle e della Francia libera. Il Comité français de libération nationale, che oramai era al governo ad Algeri, decise di sollevarlo dall'incarico il 5 ottobre, e fu posto in congedo permanente il 4 novembre 1943 Tornò in Francia solamente nel novembre 1946, per decisione personale di De Gaulle, che ne osteggiò il rientrò accusandolo di aver mancato ai suoi doveri disponendone l'immediato arresto nel caso fosse tornato in Patria. Appena arrivato in Patria venne definitivamente posto in congedo dal ruolo naviganti e ammesso alla 2ª sezione degli ufficiali generali . Ritiratosi a vita privata, si spense il 1º giugno 1958.

## Pubblicazioni
- Un autre regard sur de Gaulle Front populaire, Vichy, Alger, Londres, Pentagone, 1936-1944, L’Harmattan, Paris 2020 (postumo).

### Fonti
1. 1 2 3 4 5 6  Generals.
2. 1 2 3  d'Abzac-Épezy, Hood 2000, p. 93.
3. 1 2 3 4 5 6 7 8 9 10 11 12  Beilot 2001, p. 197.
4. 1 2 3 4 5 6 7 8 9  d'Abzac-Épezy, Hood 2000, p. 95.
5. ↑  Paxton 1966, p. 106.
6. 1 2  d'Abzac-Épezy, Hood 2000, p. 96.
7. 1 2 3  d'Abzac-Épezy, Hood 2000, p. 97.
8. 1 2 3  d'Abzac-Épezy, Hood 2000, p. 98.
9. 1 2 3 4  d'Abzac-Épezy, Hood 2000, p. 99.
10. ↑  United States Department of State 1959, p. 478.
11. 1 2 3 4  d'Abzac-Épezy, Hood 2000, p. 100.
12. ↑  d'Abzac-Épezy, Hood 2000, pp. 101-102.
13. ↑  d'Abzac-Épezy, Hood 2000, p. 102.
14. ↑  d'Abzac-Épezy, Hood 2000, p. 103.